# Distretto di Aïn Oulmene
Il distretto di Aïn Oulmene è un distretto della provincia di Sétif, in Algeria.

## Comuni
Il distretto di Aïn Oulmane comprende 4 comuni:
- Aïn Oulmene
- Ksar El Abtal
- Ouled Si Ahmed
- Guellal